# Парусник махаоновый
Парусник махаоновый (Papilio machaonides) — вид бабочек из семейства парусников (Papilionidae).

## Описание
Размах крыльев 70—110 мм. Передние крылья треугольные, широкие, с заостренной вершиной, их наружный край ровный. Задние крылья удлиненно-овальные, с вогнутым анальным краем. Наружный край передних крыльев прямой, край задних крыльев у многих видов заметно волнистый с длинным «хвостиком» на жилке М3. Самцы окраской напоминают махаона, за что вид и получил своё видовое название. Задняя пара крыльев с жёлтым центральным полем. Окраска задних крыльев с синими и жёлтыми пятнами, красный с синим глазок, окружённый чёрным, располагается в углу заднего крыла.

## Ареал
Обычный и широко распространённый вид на Гаити и Каймановых острова. Обитание на Пуэрто-Рико требует подтверждения.